# Spearmint
Spearmint är även det engelska namnet på grönmynta.
Spearmint är en engelsk indiepopgrupp, grundad 1995 i London. 

## Medlemmar
Banduppsättningen består av Shirley Lee (sång, gitarr), Simon Calnan (sång, keyboards), Martin Talbot (basgitarr) och Ronan Larvor (trummor). Talbot lämnade gruppen kort efter och ersattes av James Parsons. Dickon Edwards gick senare med i bandet som en andra-gitarrist, men lämnade gruppen år 2000 för att grunda bandet Fosca. Jobbet som andra-gitarrist övertogs av Parsons, och Andy Lewis rekryterades som ny basist.

## Diskografi
Studioalbum
- A Week Away (1999)
- Oklahoma (2000)
- A Different Lifetime (2001)
- My Missing Days (2003)
- The Boy and the Girl That Got Away (2005)
- Paris in a Bottle (2006)
- News from Nowhere (2014)

Samlingsalbum
- Songs for the Colour Yellow (1998)
- A Leopard and Other Stories (2004)